# Marila magnifica
Marila magnifica là một loài thực vật có hoa trong họ Calophyllaceae. Loài này được Linden & Planch. mô tả khoa học đầu tiên năm 1863.